# Auditori Convent Sant Francesc
L'Auditori Convent Sant Francesc és un espai per a activitats artístiques i culturals a Santpedor. La infraestructura cultural s'ha creat en l'antiga església del Convent de Sant Francesc.
L'església era l'únic edifici que quedava del Convent de Sant Francesc de l'orde dels Franciscans construït de 1721 a 1729. El 1996 s'havia enderrocat l'edifici del monestir en estat ruinós. Per una iniciativa cívica l'església es va conservar i es va cercar una nova afectació per a l'església. En una primera fase del 2006 al 2008 es va consolidar i millorar l'exterior de l'antiga església. El 2010 van començar les obres a l'interior que el 2011 es van acabar. La rehabilitació es obra dels arquitectes David Closes i Dídac Dalmau. El 28 de gener de 2012 s'inaugurà l'espai convertit en auditori. La reforma va preservar el llegat històric tot afegint-hi nous valors que realcen i singularitzen de forma contemporània l'antiga església.
És un espai dissenyat per a activitats artístiques i culturals que disposa d'un aforament de 360 persones, i ofereix un ambient ideal per a audicions, concerts, espectacles de petit format, xerrades, conferències i presentacions, exposicions, convencions, casaments... activitats obertes al públic amb un interès cultural manifest. L'auditori va rebre el Premi Catalunya Construcció 2012 a la intervenció d'edificis ja existents.